# Fritz Votava
Fritz Votava (* 11. Januar 1906 in Berlin; † 4. November 1989 ebenda) war ein deutscher Politiker (SPD).
Der Schuhmachersohn Votava machte eine Lehre als Bankbuchhalter und trat 1926 der SPD bei. Von 1927 bis 1929 besuchte er die Deutsche Hochschule für Politik und wurde Redakteur. Nach der „Machtergreifung“ der Nationalsozialisten 1933 musste Votava sich als Lagerarbeiter und Kraftfahrer durchschlagen. Im Zweiten Weltkrieg wurde er eingezogen.
Nach dem Krieg wurde Votava Mitglied des Zentralen Jugendausschusses. 1949 rückte er in die Stadtverordnetenversammlung von Groß-Berlin nach, da Wilhelm Birnbaum (1895–1980) Bezirksstadtrat von Berlin-Neukölln wurde. Auch bei der Wahl zum Abgeordnetenhaus von Berlin 1950 wurde er gewählt. 1955 rückte er wieder in das Abgeordnetenhaus von Berlin ein, da nun Erich Raddatz (1886–1964) Neuköllner Bezirksstadtrat wurde. Bei der Berliner Wahl 1954 wurde Votava erneut gewählt, schied aber bereits im Januar 1959 aus, denn nun wurde er selbst Neuköllner Bezirksstadtrat für Jugend und Sport. Dieses Amt übte er bis zu seiner Pensionierung 1971 aus.

## Einzelnachweis
1. ↑  Geburtsregister StA Berlin VIII Nr. 149/1906

| Personendaten    | Personendaten                  |
| ---------------- | ------------------------------ |
| NAME             | Votava, Fritz                  |
| KURZBESCHREIBUNG | deutscher Politiker (SPD), MdA |
| GEBURTSDATUM     | 11. Januar 1906                |
| GEBURTSORT       | Berlin                         |
| STERBEDATUM      | 4. November 1989               |
| STERBEORT        | Berlin                         |